# SMS Brandenburg
SMS Brandenburg là chiếc dẫn đầu của lớp thiết giáp hạm tiền-dreadnought Brandenburg, vốn còn bao gồm các chiếc Kurfürst Friedrich Wilhelm, Weißenburg và Wörth, được chế tạo cho Hải quân Đế quốc Đức (Kaiserliche Marine) vào đầu thập niên 1890. Nó là chiếc tàu chiến chủ lực đầu tiên được chế tạo cho Hải quân Đức; trước đó họ chỉ có những hải phòng hạm và tàu frigate bọc thép. Con tàu được đặt lườn tại xưởng tàu của hãng AG Vulcan vào năm 1890, được hạ thủy vào ngày 21 tháng 9 năm 1891 và đưa ra hoạt động vào ngày 19 tháng 11 năm 1893. Nó cùng ba con tàu chị em mang tính độc đáo vì là những thiết giáp hạm duy nhất vào lúc đó mang sáu khẩu pháo hạng nặng thay vì bốn khẩu. Tên của nó được đặt theo tỉnh Brandenburg.
Brandenburg cùng với ba con tàu chị em tham gia chiến dịch lớn đầu tiên vào năm 1900-1901, khi được bố trí đến Trung Quốc hỗ trợ dập tắt cuộc Nổi dậy Nghĩa Hòa Đoàn. Khi quay trở về Đức, tất cả ngoại trừ Wörth đã tham gia cuộc cơ động tập trận hạm đội vào năm 1902. Cho dù được hiện đại hóa đáng kể trong những năm 1903-1904, con tàu đã trở thành lạc hậu vào lúc Chiến tranh Thế giới thứ nhất bùng nổ, nên chỉ có khả năng phục vụ giới hạn, thoạt tiên như một tàu phòng thủ bờ biển, nhưng chủ yếu như một tàu trại binh. Sau khi chiến tranh kết thúc, Brandenburg bị tháo dỡ tại Danzig vào năm 1920.

## Thiết kế và chế tạo
Brandenburg được đặt hàng dưới cái tên tạm thời A, chiếc đầu tiên trong lớp của nó. Nó được đặt lườn tại xưởng đóng tàu của hãng Germaniawerft ở Kiel vào năm 1890; lườn tàu được hoàn tất vào tháng 9 năm 1891 và được hạ thủy vào ngày 21 tháng 9. Công việc trang bị cho nó hoàn tất vào cuối năm 1893, và con tàu được đưa ra hoạt động cùng hạm đội vào ngày 19 tháng 11, trễ hơn gần bốn tuần so với con tàu chị em Wörth, chiếc đầu tiên gia nhập hạm đội.
Brandenburg dài 115,7 m (379 ft 7 in), mạn thuyền rộng 19,5 m (64 ft 0 in) vốn tăng lên đến 19,74 m (64,8 ft) nếu bổ sung thêm lưới chống ngư lôi, và độ sâu của mớn nước là 7,6 m (24 ft 11 in) phía trước và 7,9 m (26 ft) phía sau. Con tàu có trọng lượng choán nước thiết kế là 10.013 t (9.855 tấn Anh), và lên đến 10.670 t (10.501 tấn Anh) khi đầy tải chiến đấu. Nó được trang bị hai bộ động cơ hơi nước ba buồng bành trướng 3 xy-lanh tạo ra một công suất 10.000 mã lực chỉ (7.457 kW) và đạt được tốc độ tối đa 16,9 hải lý trên giờ (31,3 km/h; 19,4 mph) khi chạy thử máy. Hơi nước được cung cấp bởi mười hai nồi hơi hình trụ đặt ngang. Nó có tầm hoạt động tối đa 4.300 hải lý (8.000 km; 4.900 mi) khi đi đường trường với tốc độ 10 hải lý trên giờ (19 km/h; 12 mph).
Con tàu được trang bị đến sáu khẩu pháo hạng nặng bắn qua mạn trên ba tháp pháo nòng đôi, thay vì chỉ có bốn khẩu đối với thiết giáp hạm vào thời đó. Các tháp pháo phía trước và phía sau trang bị pháo 28 cm (11 in) K L/40, trong khi các khẩu pháo giữa tàu thuộc kiểu ngắn hơn L/35, một điều cần thiết để tháp pháo có thể xoay qua cả hai bên mạn. Dàn pháo hạng hai bao gồm bảy khẩu 10,5 cm (4,1 in) SK L/35 bố trí trong các tháp pháo ụ, nhưng được bổ sung thêm một khẩu trong đợt hiện đại hóa năm 1901. Nó cũng được trang bị tám khẩu 8,8 cm (3,5 in) SK L/30 cùng trong các tháp pháo ụ. Brandenburg còn có sáu ống phóng ngư lôi 45 cm (17,7 in), tất cả đều đặt trên các bệ xoay bên trên mực nước.

## Lịch sử hoạt động
Sau khi được đưa vào hoạt động, Brandenburg được phân về Đội 1 thuộc Hải đội Chiến trận 1 cùng với ba con tàu chị em. Chúng được tháp tùng bởi bốn chiếc thuộc tàu frigate bọc sắt cũ hơn thuộc lớp Sachsen của Đội 2, cho dù đến năm 1901-1902, những chiếc lớp Sachsen được thay thế bởi những thiết giáp hạm mới lớp Kaiser Friedrich III. Vào ngày 16 tháng 2 năm 1894, nhiều ống dẫn hơi nước đã phát nổ trên tàu; cửa giữa các phòng động cơ đang để mở, khiến hơi nước lan tràn cả hai phòng động cơ. Có 39 người thiệt mạng và chín người khác bị thương nặng, và trong số đó sáu người sau đó qua đời do vết thương quá nặng. Vào tháng 6 năm 1896, kênh đào Kaiser Wilhelm được hoàn tất. Trong buổi lễ khánh thành, tàu chiến của 14 nước đã tập trung tại Kiel cho một lễ hội do Hoàng đế Wilhelm II chủ trì, bao gồm cả Brandenburg và ba chiếc tàu chị em.

### Trấn áp cuộc nổi dậy Nghĩa Hòa Đoàn

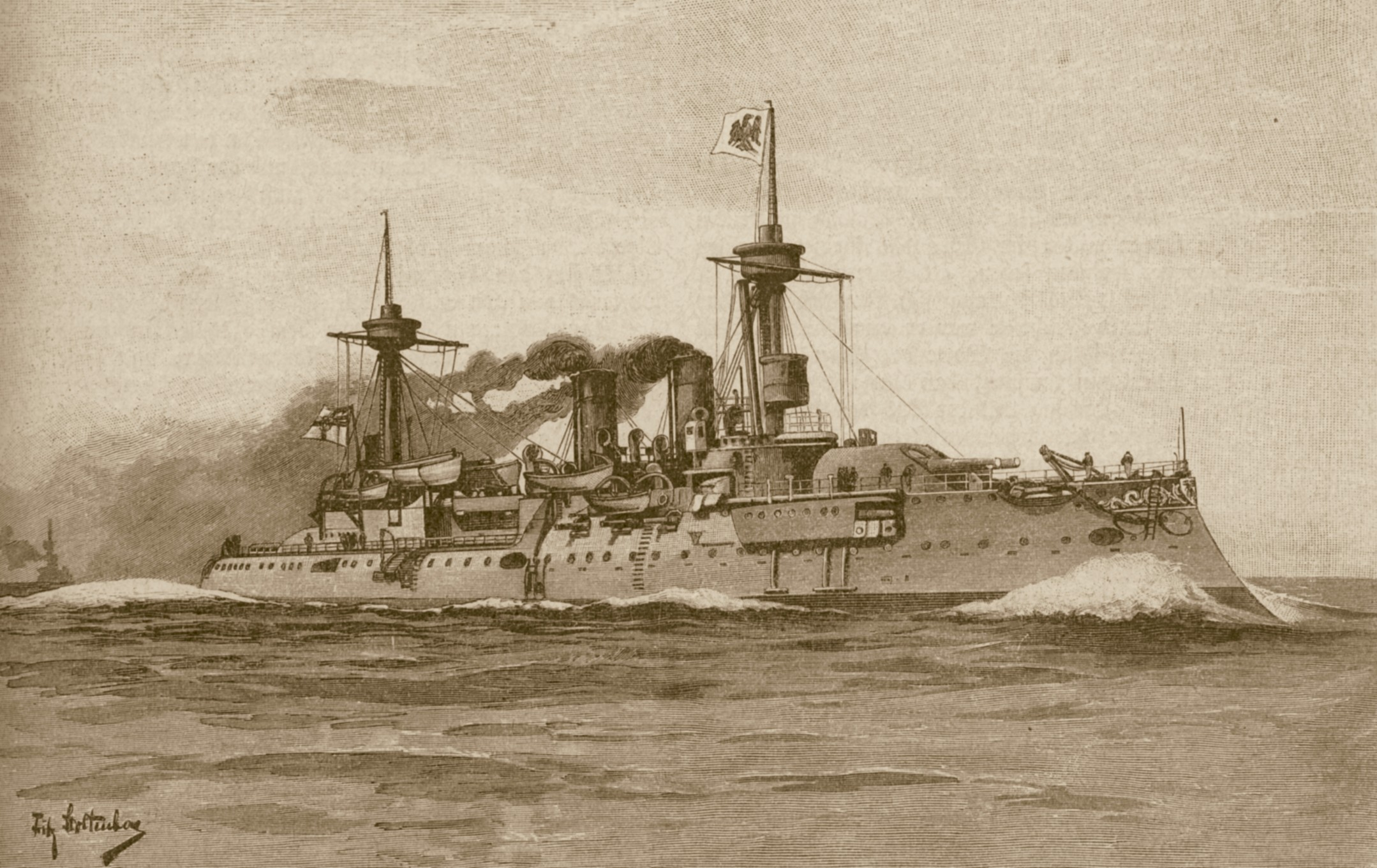
Brandenburg trên đường đi

Trong cuộc Nổi dậy Nghĩa Hòa Đoàn năm 1900, người Trung Quốc theo chủ nghĩa dân tộc bất bình đã bao vây các sứ quán nước ngoài tại Bắc Kinh và giết hại Công sứ Đức, Nam tước Clemens von Ketteler. Sự bạo loạn chống đối người phương Tây tại Trung Quốc lan rộng dẫn đến việc hình thành một liên minh giữa Đức và bảy cường quốc: Anh Quốc, Ý, Nga, Áo-Hung, Hoa Kỳ, Pháp và Nhật Bản. Số binh sĩ thuộc liên minh có mặt tại Trung Quốc vào lúc đó quá ít không đủ để kháng cự những người nổi dậy: tại Bắc Kinh chỉ có một lực lượng hơn 400 sĩ quan và binh sĩ thuộc quân đội của tám nước; vào lúc đó lực lượng chính của Đức tại Trung Quốc là Hải đội Đông Á, bao gồm các tàu tuần dương bảo vệ Kaiserin Augusta, Hansa và Hertha, các tàu tuần dương nhỏ Irene và Gefion cùng các pháo hạm Jaguar và Iltis. Ngoài ra còn có một phân đội 500 người trú đóng tại Taku; họ kết hợp với các đơn vị thuộc các nước khác hình thành nên một lực lượng với quân số khoảng 2.100 người.
Lực lượng hỗn hợp này, được đặt dưới quyền chỉ huy của Đô đốc Anh Edward Hobart Seymour, tìm cách đến được Bắc Kinh vốn đang bị bao vây, nhưng do bị kháng cự ráo riết nên bị buộc phải dừng lại tại Thiên Tân. Kết quả là Kaiser Wilhelm II quyết định gửi một lực lượng viễn chinh sang Trung Quốc tăng cường cho Hải đội Đông Á. Lực lượng đặt dưới quyền chỉ huy của Thống chế Alfred von Waldersee bao gồm bốn chiếc lớp Brandenburg, sáu tàu tuần dương, mười tàu chở hàng, ba tàu phóng lôi và sáu tiểu đoàn thủy binh. Đô đốc Alfred von Tirpitz đã phản đối kế hoạch này vì ông cho rằng nó không cần thiết và tốn kém, nhưng bất chấp điều đó, chiến dịch vẫn tiến hành. Lực lượng chỉ đến được Trung Quốc vào tháng 9 năm 1900, khi mà cuộc phong tỏa Bắc Kinh đã được phá vỡ. Kết quả là lực lượng Đức chỉ tham gia trấn áp các vụ nổi dậy lẻ tẻ trong khu vực phụ cận Giao Châu. Cuối cùng, chiến dịch đã làm tiêu tốn chính phủ Đức hơn 100 triệu Mác. Lực lượng quay trở về Đức vào năm tiếp theo, 1901.

### Tái cấu trúc và các phục vụ tiếp theo

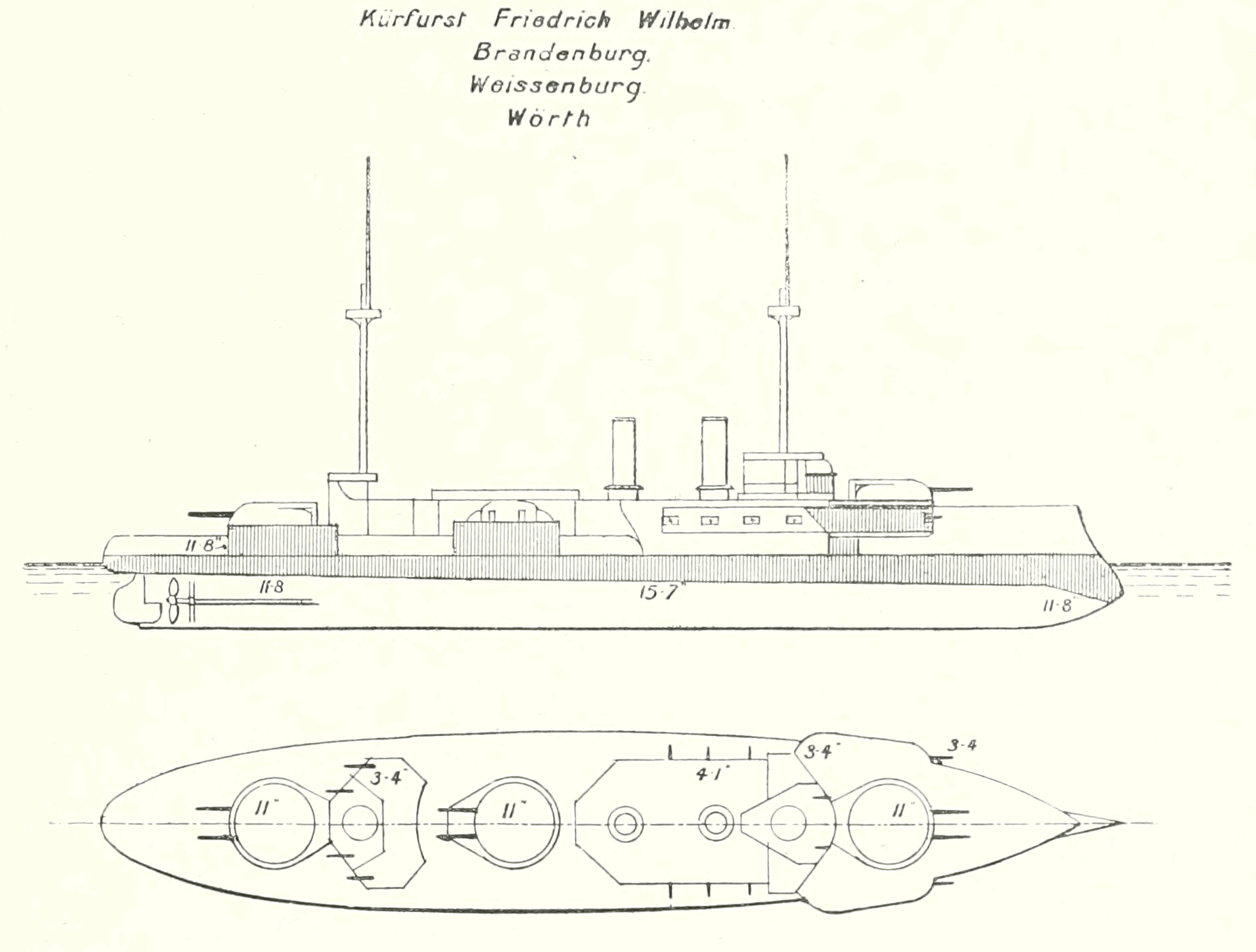
Lớp Brandenburg như được mô tả trong Niên giám Hải quân Brassey 1902

Sau khi quay về từ Trung Quốc vào năm 1901, bốn chiếc thuộc lớp Brandenburg lần lượt được đưa vào ụ tàu của Xưởng tàu Đế chế ở Wilhelmshaven cho một đợt tái cấu trúc rộng rãi; Brandenburg được nâng cấp vào năm 1903. Trong đợt hiện đại hóa này, một tháp chỉ huy thứ hai được bổ sung ở phần sau của cấu trúc thượng tầng cùng với một cầu tàu. Các nồi hơi của Brandenburg được thay thế bằng kiểu mới hơn, và các khoang giữa tàu được giảm bớt.
Sau khi hoàn tất việc nâng cấp, Brandenburg và những chiếc cùng lớp được phân về Hải đội Chiến trận 2 của hạm đội thay thế cho những hải phòng hạm cũ thuộc lớp Siegfried cùng các tàu frigate bọc sắt cũ Baden và Württemberg. Khi lớp thiết giáp hạm mới Deutschland được đưa ra hoạt động vào năm 1906, chúng thay thế cho Brandenburg và những chiếc chị em trong hạm đội chiến trận. Brandenburg và Wörth được đưa về hạm đội dự bị, gia nhập cùng những chiếc lớp Siegfried; trong khi hai chiếc còn lại Kurfürst Friedrich Wilhelm và Weißenburg được bán cho Đế quốc Ottoman vào năm 1910.

### Chiến tranh Thế giới thứ nhất
Khi Chiến tranh Thế giới thứ nhất nổ ra vào năm 1914, Brandenburg được đưa ra khỏi tình trạng bỏ không để gia nhập trở lại hạm đội. Nó phục vụ cùng với chiếc tàu chị em duy nhất còn lại Wörth; nhưng vì các con tàu đã quá cũ, việc này chỉ kéo dài cho đến năm 1915 khi chúng được rút ra khỏi hoạt động thường trực trở thành những tàu trại lính Brandenburg được bố trí ở Libau trong khi Wörth đặt căn cứ ở Danzig. Cả hai được rút khỏi danh sách đăng bạ hải quân vào ngày 13 tháng 5 năm 1919 và được bán để tháo dỡ. Cả hai được Norddeutsche Tiefbauges, một hãng tháo dỡ tàu đặt trụ sở tại Berlin mua lại; sau đó được tháo dỡ tại Danzig.